# Кубраков Олександр Миколайович
Кубраков Олександр Миколайович (нар. 20 серпня 1982, Першотравенськ, Дніпропетровська область, УРСР) — український політик, підприємець. Радник Міністра оборони України з 7 січня 2025 року. Віцепрем'єр-міністр з відновлення України — Міністр розвитку громад, територій та інфраструктури (1 грудня 2022 — 9 травня 2024). Міністр інфраструктури України (20 травня 2021 — 1 грудня 2022). Директор асоціації «Інформаційні технології України», керівник сектору телекомунікацій та IT в BRDO (2016—2019). Голова Укравтодору (листопад 2019 — травень 2021).

## Життєпис
Олександр Кубраков народився 20 серпня 1982 року у Першотравенську Дніпропетровської області. Закінчив Київський економічний університет (спеціальність — маркетолог), короткотермінову програму у «Harvard Kennedy School».
Співзасновник ТОВ «Єврокомунсервіс» та групи ТОВ зі спільною назвою «Місто для людей», керівник ТОВ «Місто для людей», «Місто для людей сервіс» та «Місто для людей Київ».
Був радником мера Києва Віталія Кличка в ІТ-сфері, займався впровадженням у мерії єдиної системи документообігу, а також стратегії розвитку транспорту Києва на замовлення Світового банку;
Працював виконавчим директором «Асоціації „Інформаційні технології України“» і керівником сектору «IT та Телеком» в «Офісі ефективного регулювання (BRDO)».
Голова Державного агентства автомобільних доріг (Укравтодор) з 19 листопада 2019 року до 21 травня 2021 року. За 2020 рік на автодороги виділили більше 120 млрд гривень на 4000 км. Частину коштів через різні причини не встигли освоїти, тому план із ремонту та будівництва доріг частково не виконали. Державний службовець 3-го рангу (2020).

## Громадська діяльність
Брав участь у реалізації низки масштабних проєктів: «Домашній інтернет» від Київстар, транспортної стратегії Києва разом зі Світовим Банком.
Спеціалізується на темі «держава в смартфоні» і впровадження 4G.

## Політична діяльність
Кандидат у народні депутати від партії «Слуга народу» на парламентських виборах 2019 року, № 30 у списку. Безпартійний.
Член Комітету ВРУ з питань прав людини, деокупації та реінтеграції ТОТ, нацменшин і міжнаціональних відносин.
Протягом чотирьох місяців у парламенті подав 16 законопроєктів, з яких 12 ухвалили. Автор закону № 1041 про будівництво й ремонт доріг, автор закону № 1061, який запроваджує аудит безпеки доріг.
3 грудня 2019-го припинив повноваження народного депутата, замість нього депутатом став Сергій Мандзій.
19 травня 2021 року прем'єр-міністр Шмигаль подав до ВРУ кандидатуру Кубракова на посаду міністра інфраструктури, ВРУ ухвалила це призначення.
До широкомасштабного вторгнення займався реалізацією Угоди про спільний авіаційний простір між Україною та ЄС («Відкрите небо»), яка була підписана 12 жовтня 2021 року і ратифікована Верховною Радою України 17 лютого 2022 року.
30 листопада 2022 року пішов у відставку з посади міністра інфраструктури, 1 грудня став віцепрем'єр-міністром з відновлення України — Міністром розвитку громад, територій та інфраструктури.
З 1 червня 2022 року входить до робочої групи проєкту «Відкритий кордон». Указом президента Зеленського 17 листопада 2022 року введений до складу Ставки Верховного Головнокомандувача.
Один із підписантів угоди «Зернової угоди» з Туреччиною та ООН 22 липня 2022 року в Стамбулі.
9 травня 2024 року профільний комітет парламенту підтримав постанову про звільнення з посади Віце-прем'єр-міністра.
15 липня 2024 року виведений зі складу Ставки Верховного Головнокомандувача.
З 7 січня 2025 року — радник Міністра оборони України.  У міністерстві він опікується питаннями поставок і логістики.

## Родина
- Дружина — Кубракова Ірина Валеріївна[30]
- Сини Олександр і Марко

## Нагороди та відзнаки
- Орден «За заслуги» III ст. (23 серпня 2022)[31]
- У 2022 році увійшов до списку TIME100 Next від видання Time категорії «Leaders»[32].
- В 2023 році став одним з 15 лідерів у категорії «Державне управління» рейтингу «Список лідерів України УП-100»[33] видання Українська правда.